# 李拯
李拯，福建晉江縣人，明朝政治人物，同進士出身。

## 生平
崇禎元年（1628年），登戊辰科进士，选上虞縣知縣，為官明恕，后升任戶部主事。